# Damparis
Damparis és un municipi francès situat al departament del Jura i a la regió de Borgonya - Franc Comtat. L'any 2007 tenia 2.849 habitants.

## Demografia

### Població
El 2007 la població de fet de Damparis era de 2.849 persones. Hi havia 1.174 famílies de les quals 321 eren unipersonals (150 homes vivint sols i 171 dones vivint soles), 374 parelles sense fills, 361 parelles amb fills i 118 famílies monoparentals amb fills.
La població ha evolucionat segons el següent gràfic:
Habitants censats

### Habitatges
El 2007 hi havia 1.260 habitatges, 1.193 eren l'habitatge principal de la família, 6 eren segones residències i 60 estaven desocupats. 984 eren cases i 262 eren apartaments. Dels 1.193 habitatges principals, 801 estaven ocupats pels seus propietaris, 378 estaven llogats i ocupats pels llogaters i 14 estaven cedits a títol gratuït; 4 tenien una cambra, 80 en tenien dues, 138 en tenien tres, 422 en tenien quatre i 548 en tenien cinc o més. 803 habitatges disposaven pel capbaix d'una plaça de pàrquing. A 528 habitatges hi havia un automòbil i a 503 n'hi havia dos o més.

### Piràmide de població
La piràmide de població per edats i sexe el 2009 era:
| Homes | Edats   | Dones |
| ----- | ------- | ----- |
| 0     | 95 o +  | 0     |
| 8     | 90 a 94 | 0     |
| 4     | 85 a 89 | 12    |
| 24    | 80 a 84 | 36    |
| 28    | 75 a 79 | 52    |
| 68    | 70 a 74 | 92    |
| 88    | 65 a 69 | 72    |
| 68    | 60 a 64 | 64    |
| 48    | 55 a 59 | 76    |
| 76    | 50 a 54 | 68    |
| 84    | 45 a 49 | 76    |
| 120   | 40 a 44 | 108   |
| 80    | 35 a 39 | 108   |
| 132   | 30 a 34 | 116   |
| 104   | 25 a 29 | 100   |
| 56    | 20 a 24 | 44    |
| 100   | 15 a 19 | 92    |
| 112   | 10 a 14 | 104   |
| 124   | 5 a 9   | 60    |
| 72    | 0 a 4   | 84    |

## Economia
El 2007 la població en edat de treballar era de 1.747 persones, 1.324 eren actives i 423 eren inactives. De les 1.324 persones actives 1.162 estaven ocupades (613 homes i 549 dones) i 161 estaven aturades (71 homes i 90 dones). De les 423 persones inactives 144 estaven jubilades, 143 estaven estudiant i 136 estaven classificades com a «altres inactius».

### Ingressos
El 2009 a Damparis hi havia 1.161 unitats fiscals que integraven 2.845 persones, la mediana anual d'ingressos fiscals per persona era de 17.555 €.

### Activitats econòmiques
Dels 72 establiments que hi havia el 2007, 2 eren d'empreses extractives, 3 d'empreses alimentàries, 6 d'empreses de fabricació d'altres productes industrials, 9 d'empreses de construcció, 13 d'empreses de comerç i reparació d'automòbils, 2 d'empreses de transport, 3 d'empreses d'hostatgeria i restauració, 2 d'empreses d'informació i comunicació, 5 d'empreses financeres, 2 d'empreses immobiliàries, 4 d'empreses de serveis, 15 d'entitats de l'administració pública i 6 d'empreses classificades com a «altres activitats de serveis».
Dels 17 establiments de servei als particulars que hi havia el 2009, 1 era una oficina de correu, 2 oficines bancàries, 3 guixaires pintors, 1 fusteria, 1 lampisteria, 1 electricista, 3 perruqueries, 4 restaurants i 1 saló de bellesa.
Dels 6 establiments comercials que hi havia el 2009, 1 era un hipermercat, 3 fleques i 2 floristeries.
L'any 2000 a Damparis hi havia 5 explotacions agrícoles.

## Equipaments sanitaris i escolars
Els 2 equipaments sanitaris que hi havia el 2009 eren farmàcies.
El 2009 hi havia 1 escola maternal i 1 escola elemental. Damparis disposava d'un col·legi d'educació secundària amb 242 alumnes.

## Poblacions més properes
El següent diagrama mostra les poblacions més properes.